# 5763 Williamtobin
5763 Williamtobin este o planetă minoră (asteroid) din centura de asteroizi. A fost descoperită pe 23 iunie 1982 la Lake Tekapo⁠(d) de Alan C. Gilmore⁠(d). 
Obiectul prezintă o orbită caracterizată de o semiaxă mare de 2,4564043 UAi, o excentricitate de 0,1652138, o înclinație de 0,26248 ° în raport cu ecliptica.